# Aylar Lie
Aylar Dianita Lie  (* 12. Februar 1984 in Teheran, Iran) ist ein norwegisches Model, Schauspielerin, Sängerin und Pokerspielerin sowie ehemalige Pornodarstellerin iranischer Herkunft. Größere Bekanntheit erlangte Lie erstmals durch ihre Teilnahme an der norwegischen Big-Brother-Show.

## Karriere
Lie wurde in der iranischen Hauptstadt Teheran als Tochter von Angehörigen der aserbaidschanischen Minderheit geboren. Im Alter von zwei Jahren kam sie nach Norwegen und wuchs bei persisch- und norwegischsprachigen Pflegeeltern auf. Lie betrachtet sich selbst als assimiliert.  Zunächst begann sie eine Karriere in der Porno-Branche, wirkte in einigen Filmen mit, darunter Cum Dumpsters 3 und Cock Smockers 49, unter dem Pseudonym „Diana“. Nach der Beendigung ihrer Tätigkeit als Darstellerin in pornografischen Filmen nahm sie am Schönheitswettbewerb Miss Norwegen im Jahre 2004 teil, wurde jedoch aufgrund ihrer vormaligen Tätigkeit disqualifiziert. Die Vergangenheit als Pornodarstellerin hinderte Lie ebenfalls daran ihren leiblichen Vater im Iran zu besuchen, zusätzlich erhielt sie Morddrohungen aus ihrem Herkunftsland. Im Juli 2010 teilte sie mit, dass sie es zutiefst bedauere, in Pornofilmen mitgewirkt zu haben. Sie erklärte, dass sie die Entscheidung eine Karriere in der Pornoindustrie zu beginnen in einem schwierigen Abschnitt ihres Lebens getroffen habe. Im Jahre 2004 gab Aylar Lie an, mit dem britischen Sänger Robbie Williams Sex gehabt zu haben. Williams Sprecher dementierte jedoch diese Behauptung.
Seit 2006 managt Lie ihr eigenes Model-Team. Ursprüngliche Mitglieder ihres Teams waren Elida Löfblad, Charlotte Fredriksen, Linn Irene (Linni) Meister, Cathrine Aschim wie auch Lisa Marie Winther.
Lie nahm an der sechsten Staffel von Skal vi Danse? teil, einer norwegischen Version der britischen Serie Strictly Come Dancing. Als dänische Medien ihre vormalige Tätigkeit als Pornodarstellerin publik machten, reagierte Lie mit Schwermut und Trauer darauf.
Nach Unterzeichnung eines Vertrags mit dem Musiklabel Hard2Beat, veröffentlichte sie ihre gemeinsam mit Ocean Drive und DJ Oriska produzierte Debüt-Single Some People. Ferner arbeitete sie auch mit dem schwedischen DJ Basshunter zusammen. Darüber hinaus arbeitete sie auch als Schauspielerin.
Lie spricht fließend Norwegisch, Persisch und Englisch.

## Poker
Ihre erste Geldplatzierung bei einem Live-Turnier erzielte Lie im Dezember 2011 in Prag. Anfang Mai 2017 verbuchte sie beim Merit Mediterranean Poker Cup auf Zypern ihren ersten Turniersieg, für den sie mehr als 45.000 US-Dollar erhielt. Im Juni 2017 war Lie erstmals bei der World Series of Poker (WSOP) im Rio All-Suite Hotel and Casino am Las Vegas Strip erfolgreich und kam bei drei Events der Variante No Limit Hold’em in die Geldränge. Im März 2018 wurde sie bei einem Turnier der Merit Poker Top Guns auf Zypern Dritte und sicherte sich über 25.000 US-Dollar. Einen Monat später belegte sie bei einem Event der partypoker Millions in Barcelona den mit 20.000 Euro dotierten elften Platz. Bei der WSOP 2018 erreichte Lie fünfmal die Geldränge, im Jahr darauf erzielte sie drei Geldplatzierungen bei der WSOP 2019.
Insgesamt hat sich Lie mit Poker bei Live-Turnieren mehr als 500.000 US-Dollar erspielt.

## Filmografie (Auswahl)

### Pornografische Filme
- 2002: Throat Gaggers 3
- 2002: Pink Pussycats 1
- 2002: Breakin’ ’Em In 3
- 2002: Brand New 1
- 2002: Eighteen ’N Interracial 2
- 2002: Just Over Eighteen 5
- 2002: Little White Chicks… Big Black Monster Dicks 17
- 2002: Racks and Blacks Going into Your Flaps
- 2003: Cum Dumpsters 3
- 2003: Cock Smokers 49

### Spielfilme
- 2009: Dådyr
- 2010: Yohan: The Child Wanderer

### Musikvideos
- 2007: Basshunter – Now You’re Gone
- 2007: Yousef feat. Aylar – Mamacita
- 2008: Basshunter – All I Ever Wanted
- 2008: Basshunter – Angel In The Night
- 2008: Basshunter – I Miss You
- 2009: Basshunter – Every Morning
- 2009: Basshunter – I Promised Myself
- 2009: Basshunter – Jingle Bells
- 2010: Arash feat. Timbuktu, Aylar & YAG – Dasa Bala
- 2010: Aylar Lie feat. Ocean Drive – Some People
- 2012: Basshunter – Northern Light
- 2012: Arash feat. Sean Paul – She Makes Me Go

### Fernsehserien/Shows
- 2005: Først & sist
- 2005: Big Brother Norge Sverige (im norwegischen/schwedischen Programm)
- 2005: Aylar – Ett år i rampelyset (Aylar – A Year in the Spotlight, als sie selbst)
- 2007: Rikets røst
- 2009: Helt ærlig
- 2009: 4-stjerners middag halv åtte
- 2010: Sommertid
- 2010: Skal vi danse (Dancing with a star, mit Åsleik Engmark)
- 2012: Hotel Cæsar